# Pierre Blain
Pierre Blain (zm. 12 grudnia 1409 w Awinionie) – francuski kardynał okresu wielkiej schizmy zachodniej. Nominację (z tytułem diakona Sant'Angelo in Pescheria) uzyskał od "awiniońskiego" antypapieża Benedykta XIII w 1395 roku. W sierpniu 1398 brał udział w buncie awiniońskich kardynałów przeciw Benedyktowi XIII, który odmawiał ustępstw w celu przezwyciężenia schizmy. Pojednał się z antypapieżem w marcu 1403, jednak w 1408 opuścił go ponownie przyłączając się do obediencji Soboru Pizanskiego. Brał udział w soborowym konklawe 1409. Zmarł w Awinionie krótko po jego zakończeniu.